# 全国社会保険共済会
一般財団法人 全国社会保険共済会（ぜんこくしゃかいほけんきょうさいかい）は、社会保険事業に従事する職員の保険共済を行う団体。以前は厚生労働省社会保険庁所管の財団法人であったが、公益法人制度改革に伴い一般財団法人へ移行した。

## 概要
- 所在：東京都千代田区神田鍛冶町3-3-5　神田大木ビル
- 会長　藤原 伸次

## 事業
- 社会保険制度の普及、発展に寄与するため必要な業務を行うとともに、これら社会保険事業に従事する職員の福祉の増進に寄与することを目的とする。

具体的には、総合健康保険組合協議会をキー局とし、各健康保険組合の職員を対象にグループ保険なるものを運営している。